# Dávid Ivan
Dávid Ivan (* 26. února 1995) je slovenský fotbalový záložník a mládežnický reprezentant, hráč klubu UC Sampdoria od ledna 2018 na hostování v týmu FC Pro Vercelli 1892.
Rodiče pocházejí z obce Hontianske Nemce. Jeho otec je bývalý profesionální fotbalista.

## Klubová kariéra
Fotbal hraje od pěti let, začínal v klubu FK Slovan Duslo Šaľa. Ve svých 12 letech v roce 2007 přešel do klubu FC Nitra, kde si ho vybral trenér Tomáš Seko, který jej zaregistroval na turnaji žáků v Šaľe. V roce 2010 byl na týdenním kempu v italském týmu UC Sampdoria, kam poté v srpnu 2011 přestoupil. Zde hrál nejprve za mladší dorost (Allievi Nazionali) a později za starší dorost (Primavera). Od podzimu 2011 odehrál i několik přípravných zápasů v A-týmu.
První soutěžní start v A-týmu Sampdorie si připsal 6. srpna 2015 v odvetě 3. předkola Evropské ligy 2015/16 na hřišti srbského týmu FK Vojvodina Novi Sad (výhra 2:0). Ivan se dostal na hrací plochu v 79. minutě, kdy střídal srbského legionáře ve službách Sampdorie Nenada Krstičiće. Tento výsledek k postupu do 4. předkola nestačil, neboť italský tým prohrál úvodní zápas na domácí půdě poměrem 0:4. V italské nejvyšší lize Serie A debutoval 23. srpna 2015 v prvním ligovém kole sezóny 2015/16 proti týmu Carpi FC 1909 (výhra 5:2), trenér Walter Zenga jej nasadil do základní sestavy. Ivan byl v průběhu zápasu vyloučen po druhé žluté kartě, diváci mu přesto při odchodu ze hřiště tleskali. První gól v Serii A vstřelil 20. prosince 2015 proti US Città di Palermo, v 76. minutě překonal lobem brankáře soupeře a pomohl k výhře 2:0.
V srpnu 2016 odešel ze Sampdorie na hostování s opcí na přestup do druholigového FC Bari 1908. Zde se však i kvůli zranění příliš neprosadil. V létě 2017 se vrátil do Sampdorie.
V Sampdorii na podzim roku 2017 nenastoupil k žádnému zápasu, jen dvakrát se objevil na lavičce náhradníků. V lednu 2018 proto odešel na půlroční hostování bez opce do druholigového italského klubu FC Pro Vercelli 1892.

## Reprezentační kariéra
Bývalý či současný člen slovenských reprezentačních výběrů U15, U16, U17 a U18.
Na začátku sezony 2012/13 se připojil k reprezentaci do 18 let, s níž se zúčastnil Memoriálu Václava Ježka v České republice. Se slovenskou „jedenadvacítkou“ slavil v říjnu 2016 postup z kvalifikace na Mistrovství Evropy 2017 v Polsku.